# Hazara, Pakistan
För folkslaget i Afghanistan, se hazarer.
Hazara (hindko: هزاره, urdu: ہزارہ) är ett område i Nordvästra gränsprovinsen i Pakistan, i en smal dal i yttre Himalaya, mellan Indus i väster och Kashmir i öster. 
Området var tidigare en division med en yta på 7 746 km². Huvudstaden var Abbottabad.

## Distrikt i området
| Distrikt   | km²  | Befolkning (miljoner) |
| Abbottabad | 1802 | 1                     |
| Batagram   | 910  | 0,5                   |
| Haripur    | 1763 | 0,7                   |
| Kohistan   | 7581 | 0,6                   |
| Mansehra   | 5957 | 1,4                   |